# Artem Tyschtschenko
Artem Oleksandrowytsch Tyschtschenko (ukrainisch Артем Олександрович Тищенко, englisch Artem Tyshchenko; * 22. Dezember 1993 in Schowtnewe, Oblast Sumy) ist ein ukrainischer Biathlet. Er stand bereits dreimal auf einem Weltcuppodest und wurde 2015 mit der Männerstaffel Europameister.

## Sportliche Laufbahn

### Erfolge auf Juniorenebene (2011–2014)
Artem Tyschtschenko trat erstmals beim Olympischen Jugendfestival 2011 international in Erscheinung, erzielte aber Ergebnisse außerhalb der besten Zwanzig. Deutlich erfolgreicher verliefen die Jugendweltmeisterschaften 2012 in Kontiolahti, wo er im Einzel und im Sprint die Bronzemedaille gewinnen konnte. Im Folgejahr war sein bester Platz bei den Juniorenweltmeisterschaften der fünfte Rang mit der Staffel, während er in den Einzeldisziplinen drei Top-20-Ergebnisse erreichte. Bei den Junioreneuropameisterschaften 2013 in Bansko gewann der Ukrainer weiterhin mit der Mixedstaffel die Bronzemedaille, vorher startete er im Januar erstmals im IBU-Cup der Senioren. Nachdem er im Verlauf der Saison 2013/14 im IBU-Cup zwei Top-20-Ergebnisse erzielt hatte, gab Tyschtschenko im Januar 2014 in Antholz sein Debüt im Weltcup und wurde 89. des Sprintrennens sowie 13. mit der Männerstaffel. Bei den Junioreneuropameisterschaften gehörte er mit drei Medaillen, darunter dem Sieg in der Mixedstaffel an der Seite von Julija Bryhynez, Julija Schurawok und Andrij Dozenko, zu den erfolgreichsten Athleten, außerdem gewann er bei den Sommerbiathlon-Juniorenweltmeisterschaften Bronze mit der Mixedstaffel und Silber in der Verfolgung.

### Durchbruch im Weltcup und Dopingsperre (2014–2018)
Zum Auftakt der Saison 2014/15 gewann Tyschtschenko beim Einzelwettkampf in Östersund als 37. erstmals Weltcuppunkte. Im weiteren Saisonverlauf war er im Sprintrennen von Oberhof einer von nur drei am Schießstand fehlerfreien Athleten und erzielte als Zehnter völlig überraschend eine erste Top-10-Platzierung. Dies brachte ihm auch die Qualifikation für den Massenstart ein, welchen Tyschtschenko als 26. abschloss. An der Seite von Julija Dschyma erzielte er in Nové Město na Moravě in der neu eingeführten Single-Mixed-Staffel sogar seinen ersten Podestplatz. Die Saison schloss er als 60. der Weltrangliste ab, was bis heute sein bestes Ergebnis darstellt; am Saisonende verlieh ihm die IBU zudem den Titel Rookie of the Year. Einen großen Erfolg stellte auch der Gewinn und die damit verbundene Goldmedaille im Staffelrennen bei den Europameisterschaften 2015 dar, am Saisonende durfte der Ukrainer zudem bei den Weltmeisterschaften starten und schloss das Einzel als 60. ab. Wesentlich weniger erfolgreich verliefen die folgenden Jahre. Im Winter 2015/16 bekam Tyschtschenko lediglich in Canmore einen einzigen Weltcupeinsatz, im IBU-Cup resultierte als Bestergebnis ein elfter Platz.
Im Februar 2016 wurde der Ukrainer zusammen mit seiner Teamkollegin Olga Abramowa nach einem positiven Dopingtest suspendiert. Bei ihm wurde die auf der Dopingliste der WADA aufgeführte Substanz Meldonium nachgewiesen. Da diese aber erst seit 1. Januar 2016 auf selbiger Liste steht und zahlreiche Athleten aus verschiedenen Sportarten überführt wurden, stellte die WADA das Verfahren gegen Tyschtschenko ein, womit er mit Beginn der Saison 2016/17 wieder startberechtigt war. Im Verlauf des Winters siegte er an der Seite von Anastassija Merkuschyna einmal in einer Single-Mixed-Staffel im IBU-Cup und gewann bei der Winteruniversiade Bronze mit der Mixedstaffel, blieb ansonsten aber relativ erfolglos. Nach drei Top-10-Ergebnissen zu Beginn der Folgesaison wurde der 24-jährige schließlich wieder ins Weltcupteam einberufen, verpasste dort am Saisonende in Östersund als Vierter des Single-Mixed-Bewerbs mit Iryna Warwynez hauchdünn sein zweites Weltcuppodest und bestritt als Ersatz für Dmytro Pidrutschnyj sogar das Einzelrennen bei den Olympischen Spielen, welches er ohne Fehlschuss als 29. der 86 Starter abschloss.

### Zwischen IBU- und Weltcup (seit 2018)
Beim Weltcupauftakt 2018/19 in Östersund stieg Tyschtschenko zusammen mit Anastassija Merkuschyna zum zweiten Mal auf ein Podium im Weltcup und musste sich nur Norwegen und Österreich geschlagen geben. Im Saisonverlauf punktete er zweimal in einem Einzelbewerb und nahm, ohne nennenswerte Ergebnisse, an den Weltmeisterschaften teil. Im Folgewinter wurde der Ukrainer auf der höchsten Rennebene größtenteils für Staffelrennen eingesetzt und verpasste am Saisonbeginn in Östersund ein weiteres Podest nur knapp, nachdem man den Wettkampf nach fünf Schießeinlagen noch angeführt hatte. Im IBU-Cup ging es im Supersprint von Martell zudem auf den siebten Rang. Auch 2020/21 lief er insgesamt dreimal in die Punkteränge, wobei er mit einem 24. Rang im Verfolger von Nové Město sein zu diesem Zeitpunkt zweitbestes Weltcupergebnis in einem Individualwettkampf erzielte. Sein drittes Podest verwirklichte Tyschtschenko, erneut in einer Single-Mixed-Staffel, Anfang Januar 2022 bei extremen Bedingungen in Oberhof und musste sich an der Seite von Darija Blaschko lediglich der russischen und der österreichischen Auswahl geschlagen geben.
Eine Art Renaissance erlebte der Ukrainer im Winter 2022/23. Nachdem er bei den Weltcuprennen auf der Pokljuka und in Ruhpolding in die Top 30 gelaufen war, nahm er an den Europameisterschaften teil und wurde Zwölfter des Einzels. Kurzfristig kam er zudem zu einem Einsatz bei den Weltmeisterschaften in Oberhof, lief, erneut als Ersatz für Dmytro Pidrutschnyj, ausschließlich den Einzelwettkampf und beendete diesen ohne Schießfehler erneut als 12., womit er beinahe seine persönliche Bestleistung aus dem Jahr 2015 schlug. Beim IBU-Cup-Saisonfinale in Canmore klassierte sich Tyschtschenko in allen sechs Wettkämpfen in den Top Ten, im Rahmen der Sommerbiathlon-Weltmeisterschaften 2023 in Osrblie sicherte er sich mit Bronze im Supersprint nach langer Zeit wieder eine Medaille bei einem IBU-Wettkampf.

## Leistungen in den Teildisziplinen
Artem Tyschtschenkos größte Stärke ist seit einigen Jahren seine Konstanz am Schießstand. Mit Durchschnittsquoten von teilweise über 90 % gehört der Ukrainer zu den besten Schützen im Teilnehmerfeld. Dem gegenübergestellt sind die läuferischen Qualitäten mit Werten von zwei bis vier Prozent über dem Durchschnitt oft ausschlaggebend für schlechte Resultate. Demzufolge ist er in schießlastigen Wettkämpfen wie Einzeln und Single-Mixed-Staffeln mit Abstand am erfolgreichsten. In seiner ergebnistechnisch besten Saison 2014/15 hatte Tyschtschenko mit einer läuferischen Leistung von 1,8 Prozentpunkten über dem Median auch seine besten Werte in dieser Teildisziplin, wodurch er auch einen Top-10-Platz in einem Sprint erzielen konnte.

## Persönliches
Tyschtschenko ist verheiratet und lebt in Tschernihiw. Im Mai 2016 erlitt er bei einem Verkehrsunfall, bei dem das zugehörige Fahrzeug komplett ausbrannte, schwere Verletzungen.

## Statistiken

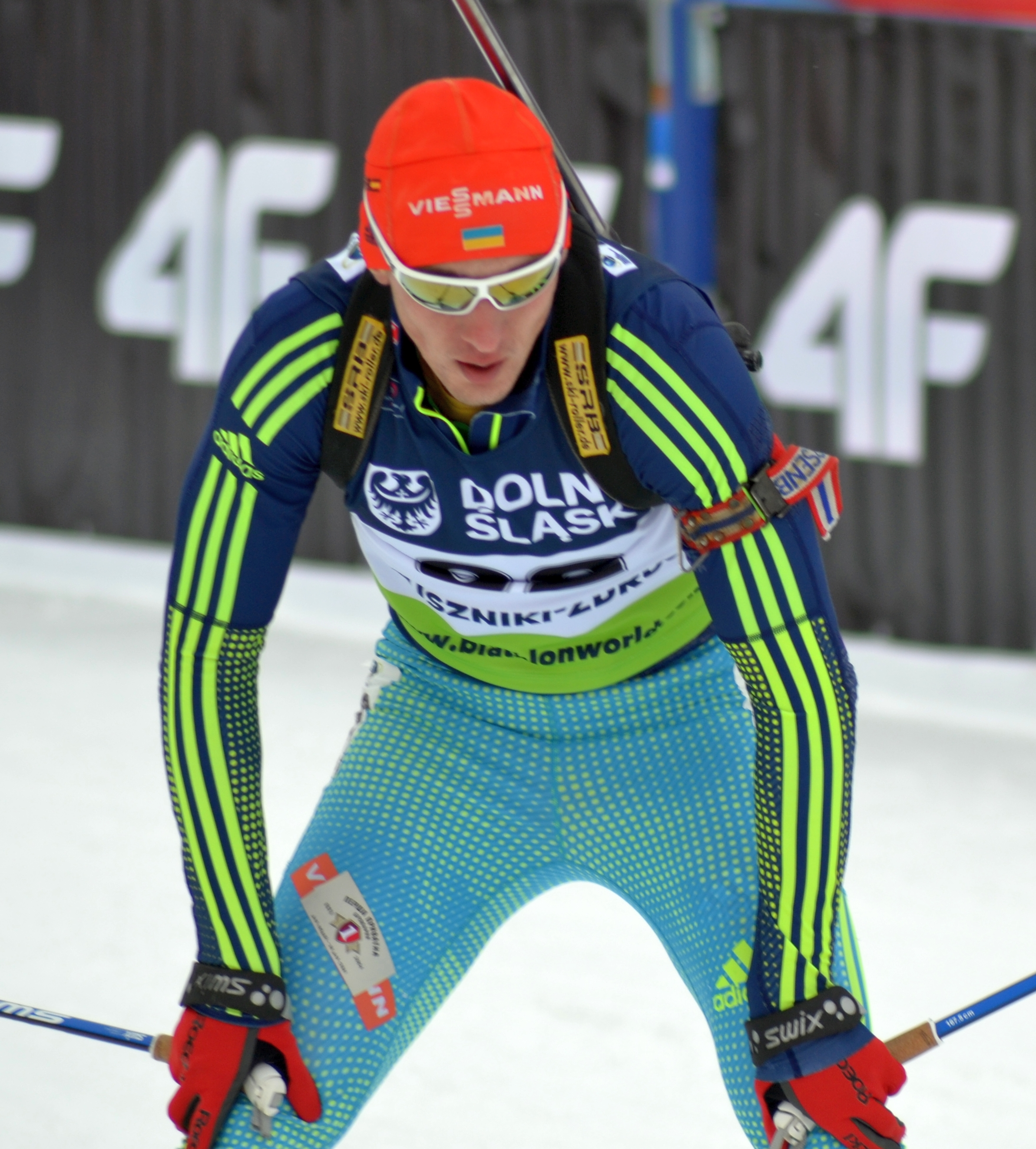
Tyschtschenko bei der EM 2017

### Weltcupplatzierungen
Die Tabelle zeigt alle Platzierungen (je nach Austragungsjahr einschließlich Olympische Spiele und Weltmeisterschaften).
- 1.–3. Platz: Anzahl der Podiumsplatzierungen
- Top 10: Anzahl der Platzierungen unter den ersten zehn (einschließlich Podium)
- Punkteränge: Anzahl der Platzierungen innerhalb der Punkteränge (einschließlich Podium und Top 10)
- Starts: Anzahl gelaufener Rennen in der jeweiligen Disziplin
- Staffel: inklusive Mixed- und Single-Mixed-Staffeln

| Platzierung               | Einzel | Sprint | Verfolgung | Massenstart | Staffel | Gesamt |
| ------------------------- | ------ | ------ | ---------- | ----------- | ------- | ------ |
| 1. Platz                  |        |        |            |             |         |        |
| 2. Platz                  |        |        |            |             |         |        |
| 3. Platz                  |        |        |            |             | 3       | 3      |
| Top 10                    |        | 1      |            |             | 15      | 16     |
| Punkteränge               | 5      | 4      | 1          | 1           | 23      | 34     |
| Starts                    | 13     | 35     | 5          | 1           | 24      | 78     |
| Stand: Saisonende 2022/23 |        |        |            |             |         |        |

### Olympische Winterspiele
Ergebnisse bei Olympischen Winterspielen:
|                                             | Einzelwettbewerbe | Einzelwettbewerbe | Einzelwettbewerbe | Einzelwettbewerbe | Staffelwettbewerbe | Staffelwettbewerbe |
| Einzel                                      | Sprint            | Verfolgung        | Massenstart       | Herrenstaffel     | Mixedstaffel       |                    |
| ------------------------------------------- | ----------------- | ----------------- | ----------------- | ----------------- | ------------------ | ------------------ |
| Olympische Winterspiele 2018 \| Pyeongchang | 29.               | –                 | –                 | –                 | –                  | –                  |

### Biathlon-Weltmeisterschaften
Ergebnisse bei Weltmeisterschaften:
| Weltmeisterschaft | Weltmeisterschaft | Einzelwettbewerbe | Einzelwettbewerbe | Einzelwettbewerbe | Einzelwettbewerbe | Staffelwettbewerbe | Staffelwettbewerbe | Staffelwettbewerbe |
| Jahr              | Ort               | Einzel            | Sprint            | Verfolgung        | Massenstart       | Herrenstaffel      | Mixedstaffel       | S.-M.-Staffel      |
| ----------------- | ----------------- | ----------------- | ----------------- | ----------------- | ----------------- | ------------------ | ------------------ | ------------------ |
| 2015              | Kontiolahti       | 60.               | –                 | –                 | –                 | –                  | –                  | N/A                |
| 2019              | Östersund         | 83.               | 81.               | –                 | –                 | 12.                | –                  | –                  |
| 2021              | Pokljuka          | 43.               | –                 | –                 | –                 | –                  | –                  | –                  |
| 2023              | Oberhof           | 12.               | –                 | –                 | –                 | –                  | –                  | –                  |

### Juniorenweltmeisterschaften
Ergebnisse bei den Juniorenweltmeisterschaften:
| Weltmeisterschaften | Weltmeisterschaften | Einzel | Sprint | Verfolgung | Staffel |
| Jahr                | Ort                 | Einzel | Sprint | Verfolgung | Staffel |
| ------------------- | ------------------- | ------ | ------ | ---------- | ------- |
| 2012                | Kontiolahti         | 3.     | 3.     | 8.         | 8.      |
| 2013                | Obertilliach        | 19.    | 12.    | 17.        | 5.      |

### IBU-Cup-Siege
| Nr. | Datum        | Ort         | Disziplin              |
| --- | ------------ | ----------- | ---------------------- |
| 1.  | 3. Feb. 2015 | Otepää (EM) | Staffel 1              |
| 2.  | 8. Dez. 2016 | Ridnaun     | Single-Mixed-Staffel 2 |